# Nieuw Enter Wierden
Nieuw Enter Wierden (NEW) is een Nederlandse lokale politieke partij in de gemeente Wierden. 

## Ontstaan
Nieuw Enter Wierden is opgericht eind 2009 en deed voor het eerst mee aan de gemeenteraadsverkiezingen van 3 maart 2010. 
Het ontstaan van de lokale politieke partij is te danken aan Harrie Kuipers en Jan ten Berghe welke een nieuwe partij rondom toen zittend raadslid en eenmansfractie Jos van Maasacker wilden oprichten. Het doel was om samen te bouwen aan meer open en transparante politiek in de gemeente Wierden, waarbij inwoners en ondernemers meer inspraak krijgen bij te nemen beslissingen.  
Na de gemeenteraadsverkiezingen van 3 maart 2010 kwam Nieuw Enter Wierden als tweede partij met vier zetels (2393 stemmen) in de gemeenteraad. NEW maakt geen deel uit van het college van Burgemeester en Wethouders (CDA, PW) en vormt tezamen met ChristenUnie en VVD/GB thans de oppositie. Op 14 mei 2012 werd de jongerenafdeling NEW GENERATION opgericht. NEW heeft 200 leden. De eerste voorzitter Harrie Kuipers overleed op 25 oktober 2011.